# 2011年のバレーボール
< 2011年 | 2011年のスポーツ
2011年のバレーボール（2011ねんのバレーボール）では、2011年（平成23年）のバレーボール関連の出来事をまとめる。

## できごと

### 1月
- 9日 - 全日本バレーボール高等学校選手権大会男女決勝が行われ、男子は東亜学園が鎮西をセットカウント3－2で下し2009年までの全国高等学校総合体育大会バレーボール競技大会を通じ3年ぶり4回目、女子は、東九州龍谷が古川学園を3－1で下し女子初の3連覇を達成し5回目の優勝。

### 3月
- 14日 - 11日に発生した東北地方太平洋沖地震（東日本大震災）及び東京電力・福島第一原子力発電所での事故に伴い日本バレーボールリーグ機構（Vリーグ機構）がプレミアリーグ のレギュラーラウンドの残り試合と、決勝ラウンド及び2部に当たるチャレンジリーグの打ち切りをし入れ替え戦も実施しないと発表し、前日まで首位だったプレミアリーグ男子、堺ブレイザーズ、女子JTマーヴェラス、チャレンジリーグ男子ジェイテクトSTINGS、チャレンジリーグ女子上尾メディックスの優勝が決定。

### 4月
- FIVBローマ総会でのルール改正を受け、「新リベロ・リプレイスメント」（第1リベロと第2リベロ同士の交代制限撤廃）などを、4月からJVAでも導入[1][2]。

### 5月
- 5日 - 黒鷲旗全日本男女選抜バレーボール大会 男女決勝が行われ、東レ・アローズ が堺ブレイザーズを3-0、女子はJTマーヴェラスがNECレッドロケッツを3-1で下し初優勝。
- 17日 - 日本バレーボール協会は、会長人事を行い、立木正夫の後任として副会長の中野泰三郎を昇格させることを決定[3]。

### 6月
- 12日 - モントルーバレーマスターズ決勝戦において、全日本女子チームがキューバを破って初優勝。MVPには中道瞳が選出された[4]。

### 7月
- 1日 - 四国Eighty 8 Queenが活動休止。不況による運営資金不足のため。
- 1日～3日 - V・サマーリーグ女子大会1次リーグが行われ、久光製薬、NEC、岡山、上尾、日立、健祥会の6チームが決勝リーグに駒を進めた。Vプレミアのパイオニアは1次リーグで敗退。
- 10日 - 男子ワールドリーグが閉幕し、ロシアが優勝。日本は、16チーム中15位。
- 28日 - 活動休止していた四国Eighty 8 Queenが本拠地を仙台市に移し、チーム名を仙台ベルフィーユに変更して活動再開すると発表された[5][6]。

### 8月
- 1日 - 7月29日から開催されていたインターハイの決勝が行われ、男子は創造学園が初優勝、女子は東九州龍谷高校が2年ぶり通算5度目の優勝を飾った。
- 1日 - ペルーで開催されていた2011バレーボール世界ジュニア女子選手権大会はイタリアが優勝。日本は16チーム中11位。
- 1日 - 今季のV・プレミアリーグの日程が発表された。ワールドカップ開催の影響で例年より遅く12月10日にスタートし、3月25日まで。V・チャレンジマッチ（入替戦）は、3月31日-4月1日に実施される。
- 10日 - ブラジルで開催されていた2011バレーボール世界ジュニア男子選手権大会はロシアが優勝。日本は16チーム中12位。
- 21日 - トルコで開催されていた第12回世界ユース女子選手権大会は開催国のトルコが優勝。日本は16チーム中7位。
- 22日 - 中国深圳で開催されていた第26回ユニバシアード大会バレーボール競技は、男子がロシア、女子はブラジルがそれぞれ優勝した。日本は男子9位、女子が4位。
- 28日 - 女子バレーボールのワールドグランプリが閉幕し、アメリカが2年連続優勝。日本は5位。

### 9月
- 10日-11日　- Vサマーリーグ決勝リーグが行われ、NECレッドロケッツが12年ぶり2度目の優勝を飾った。
- 21日、29日 - 全日本女子の山本愛がアジア選手権のスリランカ戦で負傷し、29日岡山シーガルズの森和代が全日本に追加招集されることが発表された。
- 23日 - 台北で開催されていたバレーボールアジア選手権女子大会は、中国が3大会ぶり12度目の優勝を飾った。日本は準優勝。
- 29日 - イランで開催されていたバレーボールアジア選手権男子大会は、イランが初優勝、日本は16チーム中5位。

### 10月
- 10日 - 国民体育大会決勝、3位決定戦が行われ、成人男子は東京都（FC東京）、成人女子は滋賀県（東レ・アローズ）、少年男子は開催県の山口県（宇部商業高校）、少年女子は同じく山口県（誠英高等学校）がそれぞれ優勝した。

### 11月
- 18日 - 日本各地で開催されていた2011年FIVBワールドカップ女子大会が終了。優勝はイタリア（2大会連続）、日本は12チーム中4位。上位3か国（イタリア、アメリカ、中国）はロンドンオリンピックの出場権を獲得した[7]。

### 12月
- 4日 - 日本各地で開催されていた2011年FIVBワールドカップ男子大会が終了。優勝はロシア、日本は12チーム中10位。上位3か国（ロシア、ポーランド、ブラジル）はロンドンオリンピックの出場権を獲得した[8]。
- 11日 - 全日本バレーボール大学男女選手権大会（全日本インカレ）決勝が行われ、男女ともに東海大学が優勝した[9]。
- 18日 - 天皇杯・皇后杯全日本バレーボール選手権大会決勝が行われ、男子はパナソニック・パンサーズ、女子は東レ・アローズがそれぞれ優勝した。

## 国際大会
- ワールドカップ
  - 男子優勝:  ロシア
  - 女子優勝:  イタリア
- ワールドリーグ
  - 決勝
- ワールドグランプリ
  - 優勝
    - アメリカ
- モントルーバレーマスターズ
  - 決勝
- アジアカップ
  - 男子決勝 

  - 女子決勝
- 男子世界クラブ選手権
- 女子世界クラブ選手権
  - 決勝
- 欧州チャンピオンズリーグ
  - 男子決勝
    - 2年連続2回目

  - 女子決勝
    - 2年連続7回目
- AVCアジアクラブ選手権
  - 男子決勝

  - 女子決勝

## 国内大会

### 日本
- 高校選手権（1月5日～9日・東京体育館）
  - 男子決勝 東亜学園（東京第2）3 - 2 鎮西（熊本）
    - 3年ぶり4回目

  - 女子決勝 東九州龍谷（大分） 3 - 1 古川学園（宮城）
    - 3年連続5回目

- 2010/11プレミアリーグ
  - 男子決勝 堺ブレイザーズ
    - 5年ぶり4回目

  - 女子決勝 JTマーヴェラス
    - 初優勝

- 2010/11チャレンジリーグ
  - 男子優勝 ジェイテクトSTINGS
  - 女子優勝 上尾メディックス

- 第60回黒鷲旗全日本選抜（4月30日～5月5日・大阪府立体育会館）
  - 男子決勝 東レ・アローズ 3 - 0 堺ブレイザーズ
    - 5年ぶり6回目

  - 女子決勝 JTマーヴェラス 3 - 1 NECレッドロケッツ
    - 初優勝

- 高校総体（7月28日～1日・北東北・秋田県
  - 男子決勝 創造学園（長野）3 - 0 東福岡（福岡） 
    - 初優勝

  - 女子決勝 東九州龍谷（大分）3 - 1 古川学園（宮城） 
    - 2年ぶり5回目
- 国体（おいでませ山口国体）（10月7日～10日）
  - 6人制成人男子決勝  東京都 3 - 0 神奈川県
  - 6人制成人女子決勝  滋賀県 3 - 1 佐賀県
  - 6人制少年男子決勝  山口県 3 - 0 長崎県
  - 6人制少年女子決勝  山口県 3 - 0 宮城県

- 全日本インカレ （12月6日～12月11日）
  - 男子決勝　東海大学 3 - 2 日本体育大学
  - 女子決勝　東海大学 3 - 1 日本体育大学

- 天皇杯・皇后杯全日本選手権 （ファイナルラウンド:12月14日～12月18日）
  - 男子決勝
    - パナソニック・パンサーズ 3 - 1 FC東京（2年ぶり3回目）

  - 女子決勝
    - 東レ・アローズ 3 - 1 トヨタ車体クインシーズ（4年ぶり4回目）

### 韓国
- 韓国Vリーグ2010-2011
  - 男子
    - 優勝：

  - 女子
    - 優勝：

## 死去
- 7月15日 - 山岸紀郎（68）（元日本バレーボール協会専務理事、Vリーグ機構初代代表理事）
- 9月11日 - 河野徳男（86）（元日本バレーボール協会副会長）
- 12月31日 - 松平康隆（81）（元FIVB副会長、元日本バレーボール協会会長）[10]